# Jokerit
Les Jokerit sont un club de hockey sur glace de Finlande, localisé dans la capitale Helsinki, dans le Hartwall Arena (13 665 places).

## Histoire du club

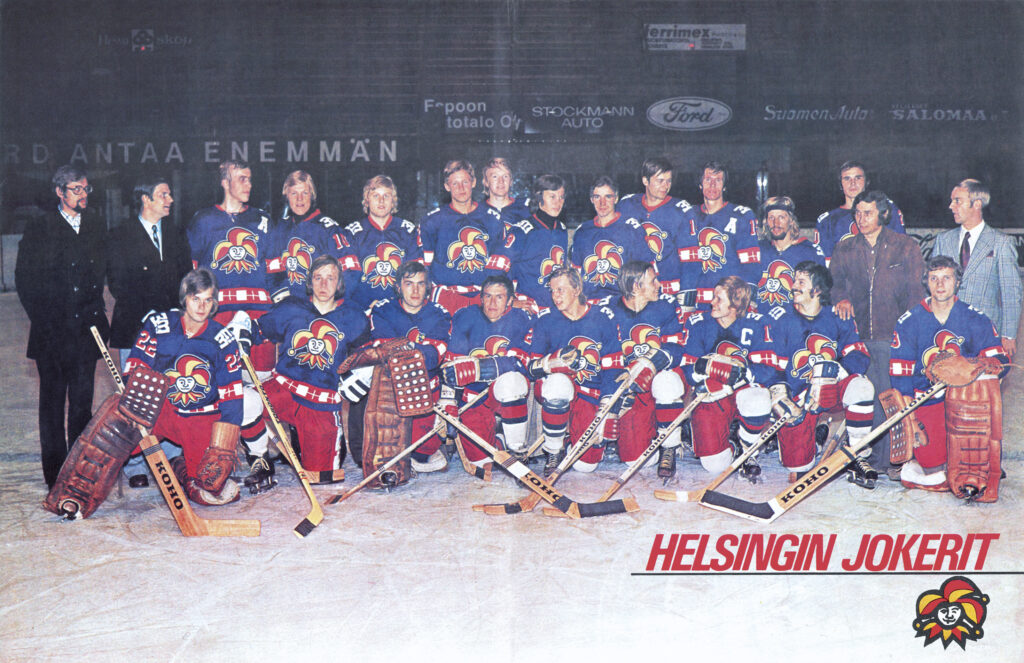
Les Jokerit lors de la saison 1972-1973 en SM-sarja.

Le club a été fondé en 1967 et a pour logo un fou du roi habillé en rouge et en jaune faisant un clin d'œil.
Jokerit signifie « les Jokers » (au pluriel) en finnois.

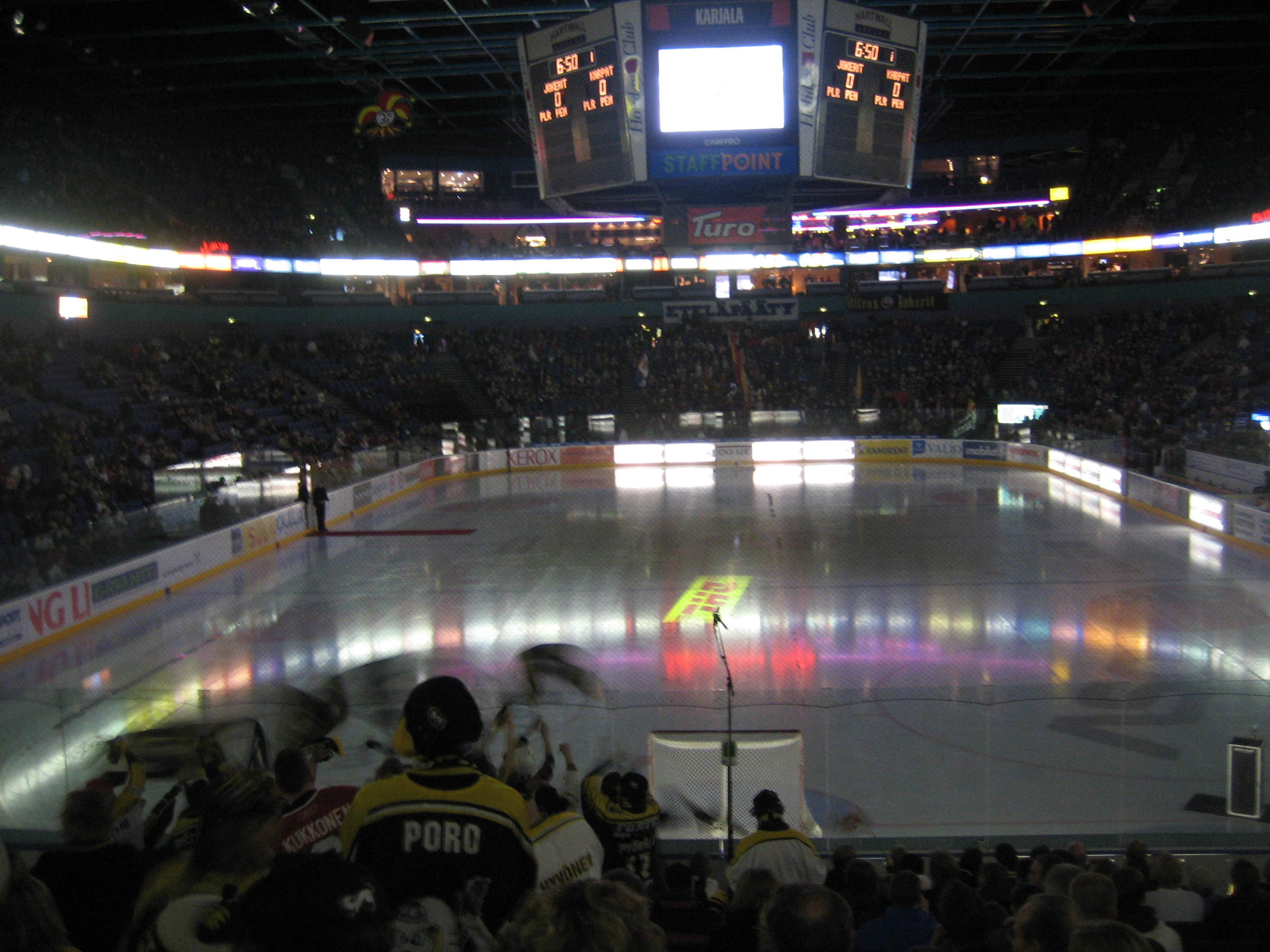
Play-offs en 2007 Jokerit contre Kärpät

Le club a été sacré champion de Finlande six fois au cours de son existence, en 1973, 1992, 1994, 1996, 1997 et 2002.
Il a également remporté deux fois la coupe d'Europe, en 1995 et 1996.
Effectif champions d'Europe 1995
| Vainqueurs Coupe d'Europe 1995 | Gardiens de but : Marko Rantanen, Ari Sulander Défenseurs : Ari Salo, Santeri Immonen, Waltteri Immonen, Mika Strömberg, Mika Niskanen, Kari Martikainen, Erik Hämäläinen Attaquants : Jari Kurri, Teemu Selänne, Antti Törmänen, Otakar Janecký, Juha Jokiharju, Rami Koivisto, Juha Lind, Petri Varis, Sami Wahlsten, Juha Ylönen, Mikko Konttila, Timo Saarikoski, Timo Norppa Entraîneur : Hannu Aravirta |

Effectif champion d'Europe 1996
| Vainqueurs Coupe d'Europe 1996 | Gardiens de but : Ari Sulander, Marko Rantanen Défenseurs : Mika Strömberg, Marko Tuulola, Kari Martikainen, Waltteri Immonen, Janne Niinimaa, Ismo Kuoppala, Pasi Sormunen Attaquants : Petri Varis, Otakar Janecký, Juha Lind, Keijo Säilynoja, Tero Lehterä, Pasi Saarela, Jukka Penttinen, Mika Asikainen, Tommi Sova, Timo Saarikoski, Niko Halttunen Entraîneurs : Hannu Aravirta, Kari Jalonen, Jukka Ropponen |

Les Jokerit remportent également la Coupe continentale en 2003.
Effectif vainqueur de la Coupe continentale 2003
| Vainqueurs Coupe continentale 2003 | Gardiens : Markus Helanen, Kari Lehtonen Défenseurs : Markus Kankaanperä, Ilkka Mikkola, Antti-Jussi Niemi, Terran Sandwith, Mika Strömberg, Arto Tukio, Ari Vallin Attaquants : Antti Aalto, Sean Bergenheim, Jukka Hentunen, Teemu Laine, David Nemirovsky, Petri Pakaslahti, Ville Peltonen, Jussi Pesonen, Toni Sihvonen, Tommi Turunen, Tomek Valtonen, Timo Vertala, Jukka Voutilainen Entraîneur : Raimo Summanen |

Les Jokerit intègrent la KHL en 2014 et y évoluent jusqu'en février 2022. À la suite de l'invasion de l'Ukraine par la Russie en 2022, le club annonce se retirer du championnat russe.

### Saisons en KHL
| Saison    | PJ | V  | VP | VTB | D  | DP | DTB | BP  | BC  | Pts | Classement | Séries éliminatoires                                                                               |
| --------- | -- | -- | -- | --- | -- | -- | --- | --- | --- | --- | ---------- | -------------------------------------------------------------------------------------------------- |
| 2014-2015 | 60 | 35 | 3  | 2   | 16 | 2  | 2   | 171 | 136 | 119 | 5e/28      | HK Dinamo Minsk 4-1 (huitième de finale) HK CSKA Moscou 1-4 (quart de finale)                      |
| 2015-2016 | 60 | 31 | 1  | 4   | 19 | 1  | 4   | 167 | 140 | 108 | 2e/28      | Torpedo Nijni Novgorod 2-4 (huitième de finale)                                                    |
| 2016-2017 | 60 | 23 | 3  | 3   | 19 | 6  | 6   | 149 | 165 | 93  | 12e/29     | HK CSKA Moscou 0-4 (huitième de finale)                                                            |
| 2017-2018 | 56 | 29 | 2  | 2   | 15 | 5  | 3   | 151 | 108 | 103 | 3e/27      | HK Sotchi 4-1 (huitième de finale) HK CSKA Moscou 2-4 (quart de finale)                            |
| 2018-2019 | 62 | 32 | 4  | 1   | 19 | 5  | 1   | 197 | 164 | 80  | 9e/25      | HK Dinamo Moscou 2-4 (huitième de finale)                                                          |
| 2019-2020 | 62 | 28 | 8  | 2   | 16 | 4  | 4   | 184 | 164 | 84  | 5e/24      | Lokomotiv Iaroslavl 4-2 (huitième de finale) · Non disputé SKA Saint-Pétersbourg (quart de finale) |
| 2020-2021 | 60 | 26 | 4  | 2   | 19 | 7  | 2   | 174 | 153 | 73  | 10e/23     | Lokomotiv Iaroslavl 0-4 (huitième de finale)                                                       |
| 2021-2022 | 47 | 22 | 5  | 2   | 12 | 4  | 2   | 143 | 113 | 64  | 6e/24      | HK Spartak Moscou 0-4 (huitième de finale)                                                         |

## Logos et Maillots
Le club a pour logo un Joker représenté par un fou du roi orné de son chapeau à clochettes.

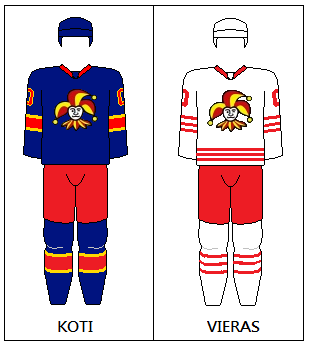

## Palmarès
- Championnat de Finlande (6)
  - 1973[4], 1992, 1994, 1996, 1997 et 2002.
- Coupe d'Europe (2)
  - 1995 et 1996.
- Coupe continentale (1)
  - 2003.
- Championnat des A-juniors (- de 20 ans) (4)
  - 1988, 1996, 1999 et 2000.
- Championnat des B-juniors (- de 18 ans) (3)
  - 1976, 1999 et 2003.
- Championnat des C-juniors (- de 16 ans) (6)
  - 1976, 1977, 1978, 1997, 2000 et 2006.

## Joueurs

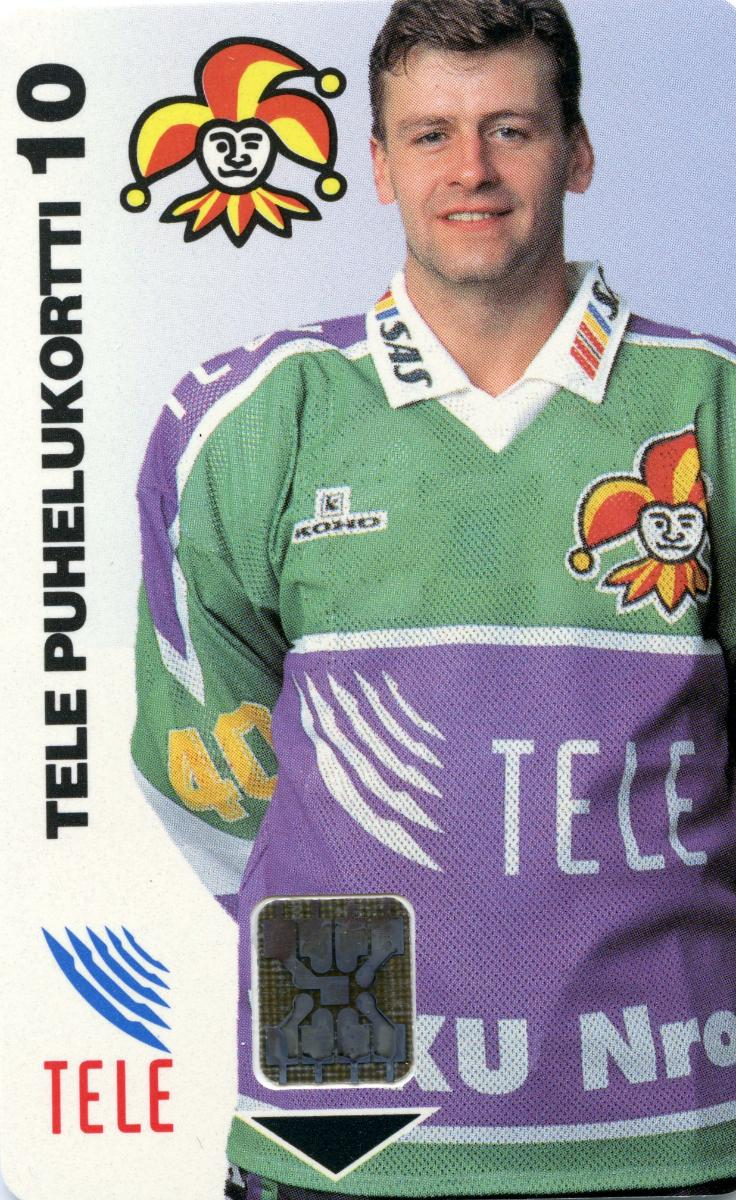
Otakar Janecký sur une Télécarte.

### Numéros retirés
- 5 - Esa Tikkanen
- 24 - Waltteri Immonen
- 91 - Otakar Janecký

## Entraîneurs
- 1970–1973 : Matti Lampainen